# Zeltschach (Gemeinde Friesach)
Zeltschach ist eine Ortschaft in der Gemeinde Friesach im Bezirk Sankt Veit an der Glan in Kärnten (Österreich) und war Gemeindehauptort der 1890 bis 1972 bestehenden Gemeinde Zeltschach. Die Ortschaft hat 196 Einwohner (Stand 1. Jänner 2024). Sie liegt auf dem Gebiet der Katastralgemeinde Zeltschach.

## Geographie
Zeltschach liegt im Guttaringer Bergland, etwa 3 ½ km Luftlinie nordöstlich des Gemeindehauptorts Friesach, in 817 m Seehöhe. Auch wenn in der Antike und im Mittelalter wichtige Verkehrswege durch den Ort führten, liegt der Ort heute abseits der Hauptstraßen, nahezu in einer Sackgasse.
In der Ortschaft werden folgende Hofnamen geführt: Thurnhof (Haus Nr. 1), Rasch (Nr. 4), Friedl (Nr. 5), Solderer (Nr. 9), Pichl (Nr. 13), Oberer Schneider (Nr. 14), Stiegenbauer (Nr. 15), Lakenwirth (Nr. 16), Bachkeusche (Nr. 17), Mooskeusche (Nr. 18), Fressmühle (Nr. 19a), Hackbrettler (Nr. 20), Schmidt (Nr. 21), Preis (Nr. 24), Zimmermann (Nr. 25) und Keuschenbauer (Nr. 26).

## Geschichte
Der Ortsname leitet sich vom Alpenslawischen sedǝlce ab, was so viel wie kleiner (Berg)Sattel bedeutet. Der Ortsname verweist ebenso wie jener der benachbarten Ortschaft Sattelbogen auf den alten Wegübergang aus dem Raum Friesach-Zeltschach nach Norden ins Neumarkter Hochtal.
Schon die frühe urkundliche Erwähnung im Jahre 898 zeugt von der historischen Bedeutung im Mittelalter. Kaiser Arnulf von Kärnten hatte hier in diesem Jahr seinem Gefolgsmann Zwentibolch Lehensbesitz geschenkt, der später an Hemma von Gurk überging, die mit dem vor allem in der Untersteiermark begüterten Markgrafen Wilhelm an der Sann verheiratet war. Später besaßen die Herren von Peggau, benannt nach einer Burg an der Mur in der Steiermark, das Gut Zeltschach, das als Lehen vom Gurker Bischof herrührte.
Die Grafschaft Friesach und Zeltschach umfasste das Gebiet von der Flattnitz im Westen, dem Oberen Murtal im Norden, dem Gurktal im Süden und Zeltschach im Osten.
Der ab dem 13. Jahrhundert am Zeltschachberg und am Dobritsch abgebaute Silber- und Eisenerzabbau, der am Gaisberg noch bis ins 19. Jahrhundert hinein betrieben wurde, verhalf dem Ort zu Reichtum und begünstigte auch die Entwicklung der nahen Stadt Friesach. Aus dem Silber wurde unter anderem der Friesacher Pfennig geprägt.

## Bauwerke
Die gotische Pfarrkirche Zeltschach besitzt einen romanischen Turm und ein reich profiliertes Westportal. Die Altäre sind dem Rokoko zugeordnet, der Hochaltar stammt aus dem Jahre 1756. Blumen- und Rankenmalereien stammen aus der Zeit um 1500.
Der Pfarrhof sowie der westlich des Dorfs liegende Thurnhof (der Name weist auf einen Turm hin) haben jeweils einen mittelalterlichen Kern und gehen wohl auf Wehrbauten zurück. Die im Volksmund Hemmaburg genannten Reste eines weiteren mittelalterlichen Wehrbaus, der mitunter für die Stammburg der Zeltschacher gehalten wird, liegen hingegen etwas südlich von Zeltschach im Bereich der Nachbarortschaft Schwall.

## Bevölkerungsentwicklung
Für die Ortschaft ermittelte man folgende Einwohnerzahlen:
- 1869: 26 Häuser, 184 Einwohner[4]
- 1880: 26 Häuser, 144 Einwohner[5]
- 1890: 26 Häuser, 142 Einwohner[6]
- 1900: 27 Häuser, 158 Einwohner[7]
- 1910: 26 Häuser, 142 Einwohner[8]
- 1923: 25 Häuser, 130 Einwohner[9]
- 1934: 130 Einwohner[10]
- 1961: 32 Häuser, 191 Einwohner[11]
- 2001: 50 Gebäude (davon 44 mit Hauptwohnsitz) mit 56 Wohnungen; 156 Einwohner und 5 Nebenwohnsitzfälle; 53 Haushalte; 3 Arbeitsstätten, 11 land- und forstwirtschaftliche Betriebe[12]
- 2011: 63 Gebäude, 181 Einwohner, 72 Haushalte, 6 Arbeitsstätten[13]
- 2021: 70 Gebäude, 186 Einwohner, 77 Haushalte, 15 Arbeitsstätten[14]

## Persönlichkeiten
- Berthold von Zeltschach (1090–1106), Bischof von Gurk
- Hemma von Gurk, katholische Heilige